# Igreja de Guide
A Igreja de Guide, também referida como Igreja Paroquial de Guíde ou Igreja de São Mamede, localiza-se em Guide, na freguesia de Torre de Dona Chama, no Município de Mirandela, Distrito de Bragança, em Portugal.
Desde 1977, a Igreja de Guide está classificada como Imóvel de Interesse Público.

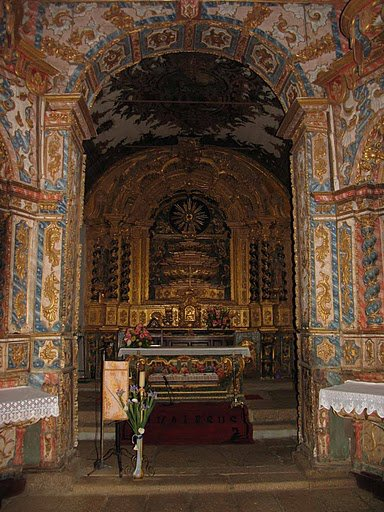
Interior da igreja de Guide

## História
A sua construção remonta ao século XVIII.

## Características
A fachada principal é dominada pela portada de verga recta, encimada por um frontão triangular interrompido, sobre o qual se insere um pequeno nicho. A empena tem ao centro uma janela-óculo e é cortada por um campanário em granito com dois sinos, que termina com duas pequenas urnas e uma pequena cruz. Os cunhais são sobrepujados por urnas idênticas às do campanário.
No interior o pavimento tem demarcadas as sepulturas onde outrora se procedia à inumação dos paroquianos. A cobertura é de madeira em abóbada de berço e está pintada com as armas de Portugal, rodeadas por um pequeno filete fitomórfico. Os dois altares colaterais de talha policroma ligam-se aos dois altares colocados em chanfra, formando com o arco triunfal um conjunto único. Na capela-mor tem um retábulo de talha dourada com colunas salomónicas a suportar o arco polilobado e o trono central. O tecto curvo de madeira pintada tem um grande medalhão central.

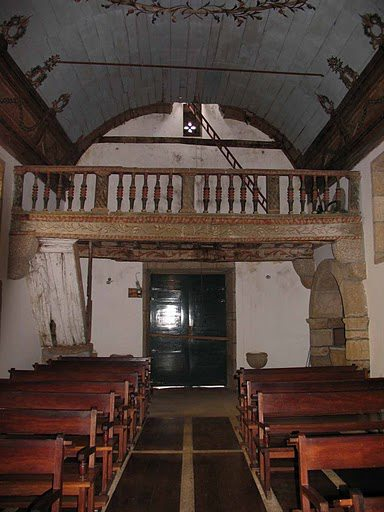
Interior da igreja de Guide

## Cronologia
- Século XVIII — Edificação
- 1972 — Deslocação do altar-mor
- 1986 - 1988 — Obras de reparação
- 1993 — Beneficiações interiores